# Pleopeltis thyssanolepis
Pleopeltis thyssanolepis är en stensöteväxtart som först beskrevs av Addison Brown och Kl., och fick sitt nu gällande namn av E. G. Andrews och Windham. Pleopeltis thyssanolepis ingår i släktet Pleopeltis och familjen Polypodiaceae. Inga underarter finns listade.

## Bildgalleri

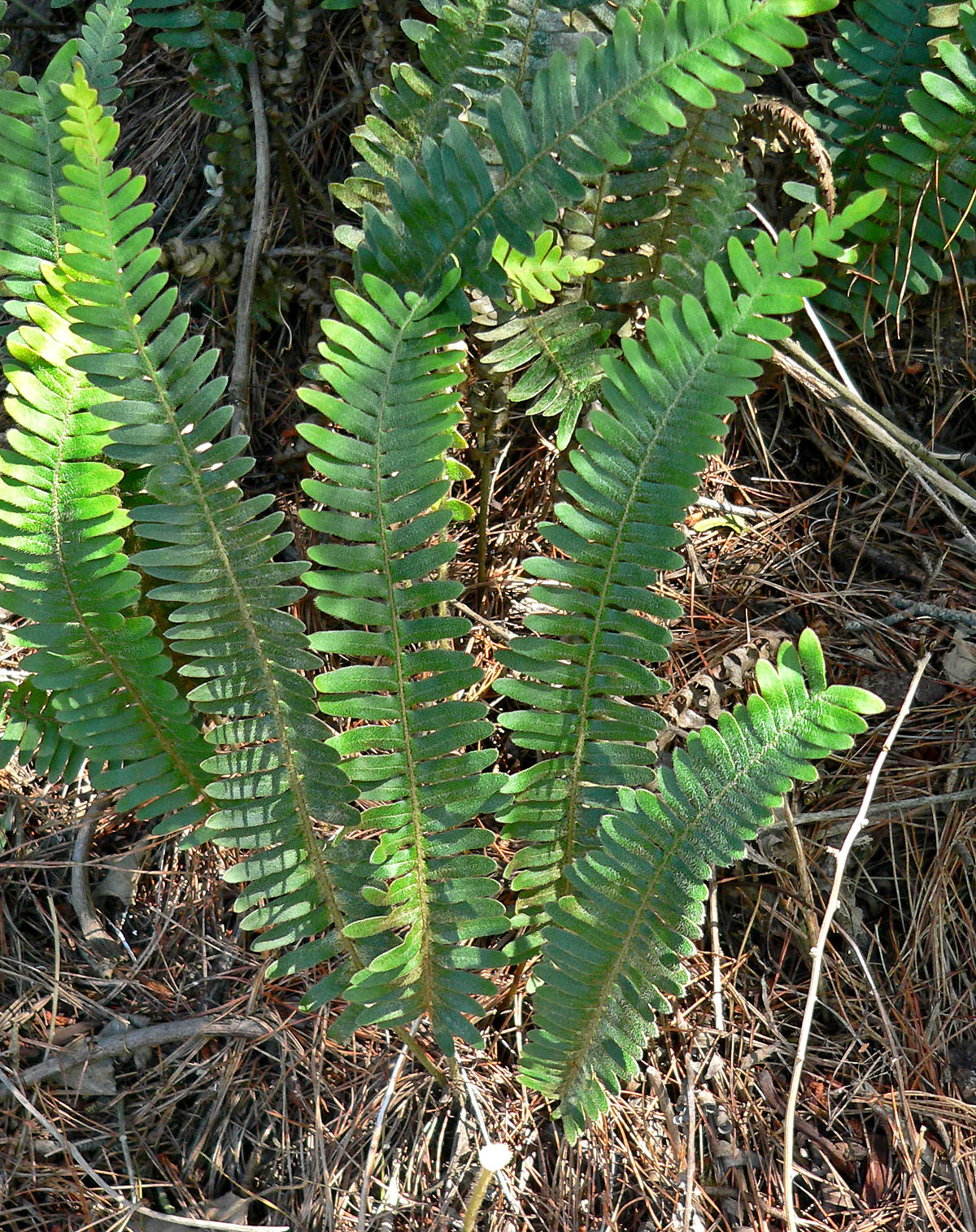
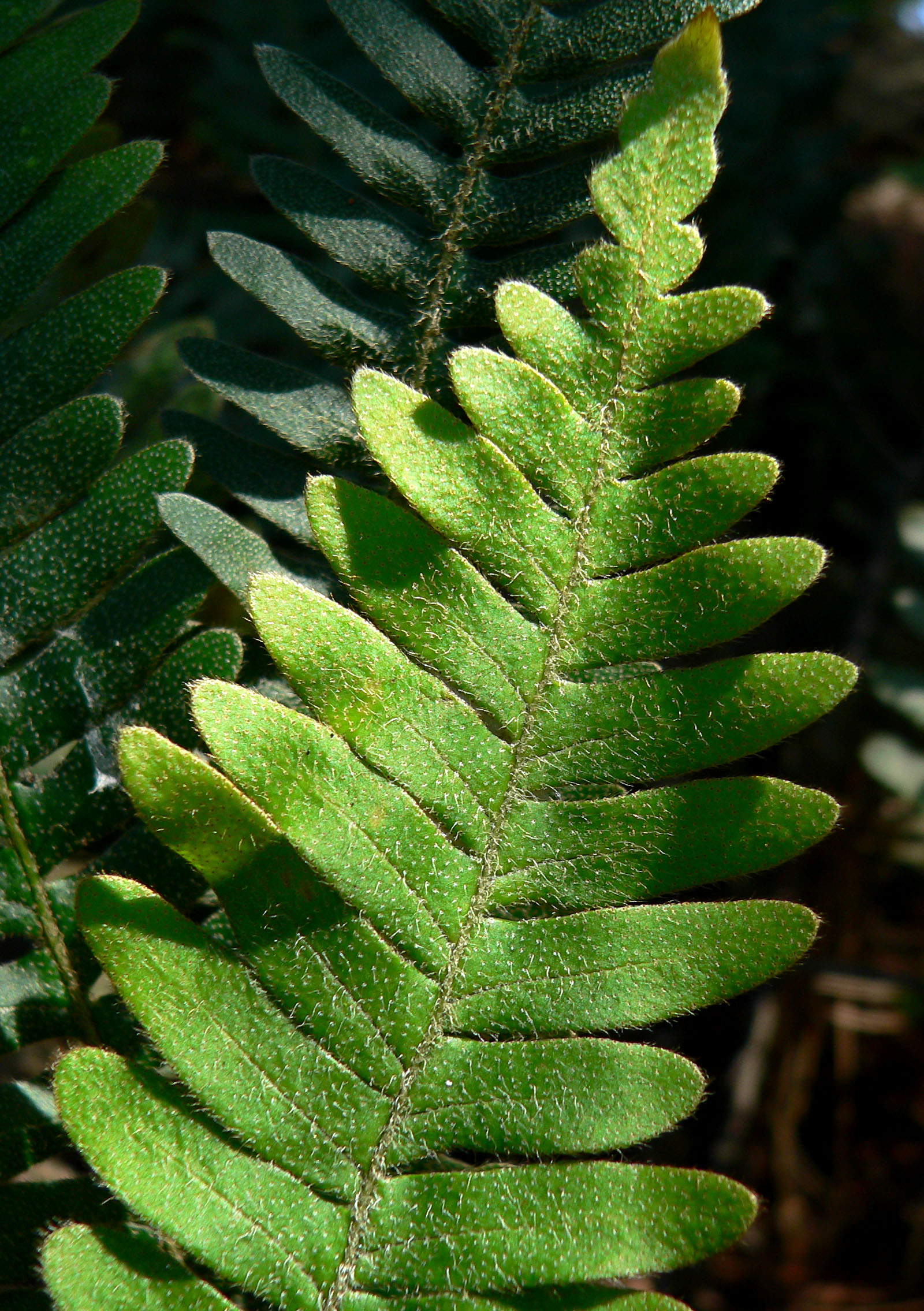
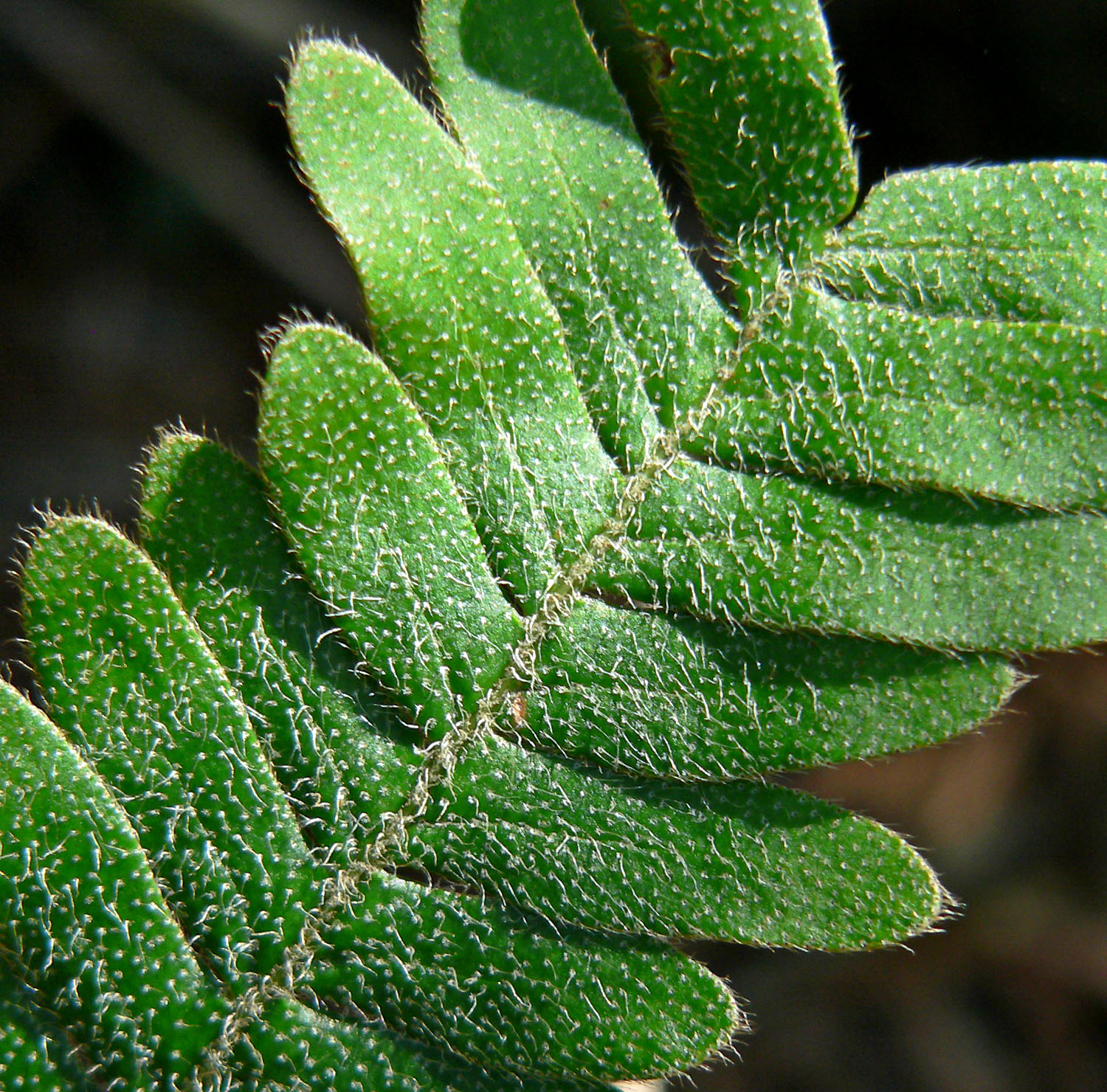
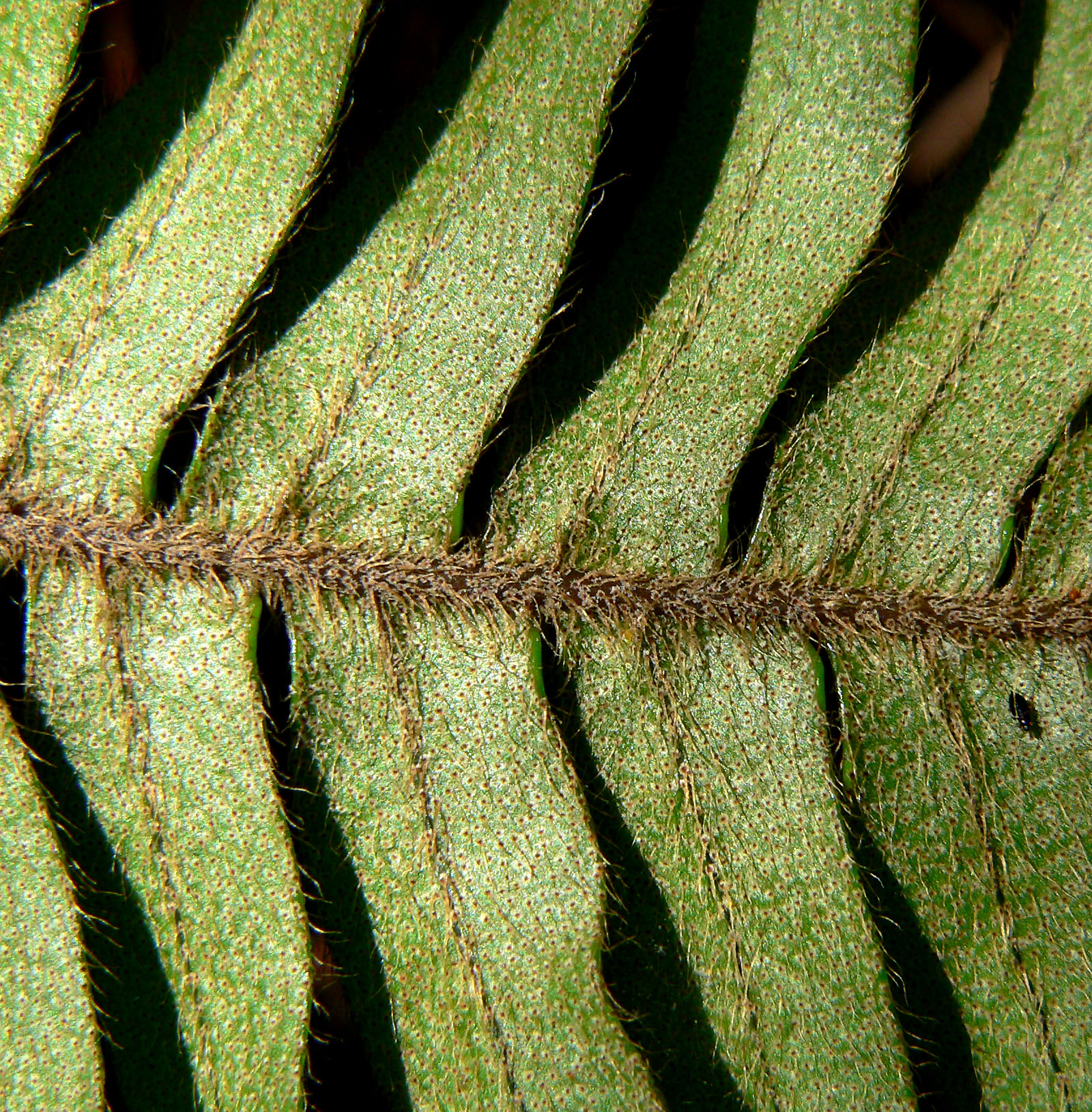